# The Best of Talking Heads
The Best of Talking Heads – trzecia składanka  postpunkowego amerykańskiego zespołu Talking Heads wydana 17 sierpnia 2004.

## Lista utworów
1. "Love → Building on Fire" (z singla, 1977) – 2:59
2. "Psycho Killer" (Byrne, Chris Frantz, Tina Weymouth) (z płyty Talking Heads: 77, 1977) – 4:20
3. "Uh-Oh, Love Comes to Town" (z płyty Talking Heads: 77, 1977) – 2:55
4. "Take Me to the River" (Al Green, Teenie Hodges) (z płyty More Songs About Buildings and Food, 1978) – 5:04
5. "Found a Job" (z płyty More Songs About Buildings and Food, 1978)– 5:00
6. "Life During Wartime" (z płyty Fear of Music, 1979) – 3:41
7. "Heaven" (Byrne, Jerry Harrison) (z płyty Fear of Music, 1979) – 4:01
8. "Memories Can't Wait" (z płyty Fear of Music, 1979) – 3:30
9. "Once in a Lifetime" (z płyty Remain in Light, 1980) – 4:20
10. "Houses in Motion" (z płyty Remain in Light, 1980) – 4:31
11. "Thank You for Sending Me an Angel" (z płyty "More Songs About Buildings and Food", 1978) – 2:10
12. "This Must Be the Place (Naive Melody)" (z płyty Speaking in Tongues, 1983) – 4:56
13. "Girlfriend Is Better" (z płyty Speaking in Tongues, 1983) – 5:43
14. "Burning Down the House" (z płyty Speaking in Tongues, 1983) – 4:01
15. "Road to Nowhere" (z płyty Little Creatures, 1985) – 4:20
16. "And She Was" (z płyty Little Creatures, 1985) – 3:39
17. "Wild Wild Life" (z płyty True Stories, 1986) – 3:41
18. "Blind" (z płyty Naked, 1988) – 4:59
19. "(Nothing But) Flowers" (z płyty Naked, 1988) – 5:33